# ヨハン・エルトマン・フンメル

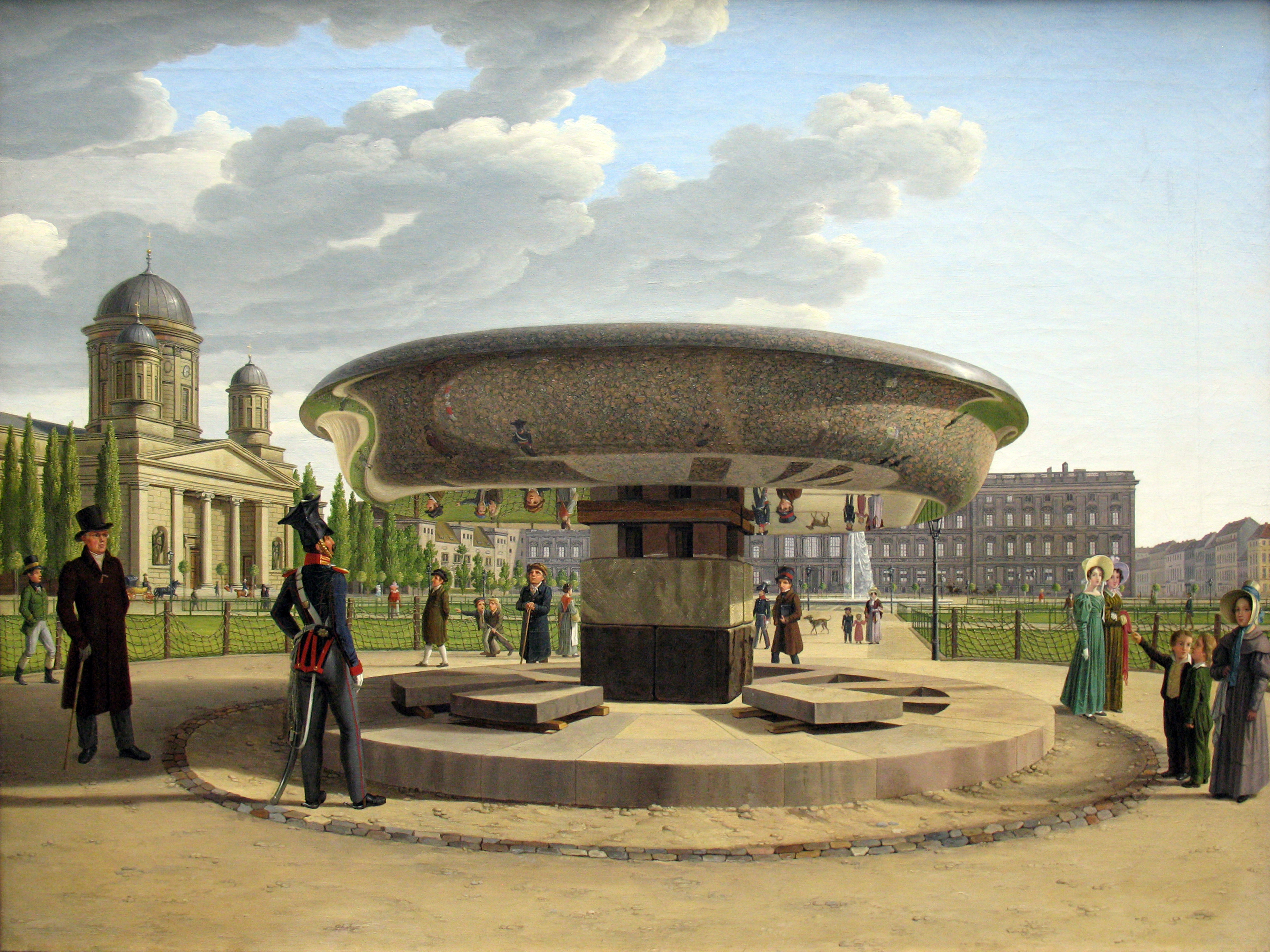
フンメル作「花崗岩水盤連作」より「設置」(1832年);プロイセン国王が制作させ、ベルリンの広場に設置された研磨された巨大な花崗岩水盤に映る風景を描いた作品が代表作とされる。

ヨハン・エルトマン・フンメル（Johann Erdmann Hummel、1769年9月11日 - 1852年10月26日）はドイツの画家、イラストレータである。ベルリンの芸術アカデミーの教授を務めた。

## 略歴
カッセルで生まれた。1780年から1792年の間、カッセルの美術学校(Kunsthochschule Kassel)で学んだ後、イタリアに移り、1799年まで滞在した。当時、アントン・ラファエル・メングス(1728-1779)を代表とする新古典主義のスタイルの絵画が流行していたが、それに従わないドイツの風景画の画家のグループの一人としてローマでは活動した。1799年にドイツに戻り、しばらくカッセルで過ごした後、ベルリンに移り、短い旅行の間を除いて、ベルリンで活動した。ベルリンではマルティン・ルターの生涯に関する書籍の版画も制作し、肖像画家としても働いた。詳細な描写と遠近法を強調したスタイルから、「遠近法のフンメル(Perspektiv-Hummel)」の仇名で呼ばれた。
1809年にベルリン美術アカデミーの教授(Professor für Perspektive, Architektur und Optik)に任じられた。フンメルの教えた学生には、ボナヴェントゥラ・ジェネリがいる。1813年にはベルリン自由協会（Die Gesetzlose Gesellschaft zu. Berlin）に加入した。
1828年にベルリンの中心部のルストガルテンに国王フリードリヒ・ヴィルヘルム3世の命令で設置された巨大な水盤の製造から運搬、設置までを、フンメルは三つの場面に分けて描き「花崗岩水盤連作」として1832年の美術アカデミーの展覧会に出展した。この連作はその特異な題材とリアリズムの技法からフンメルの代表作となった。
息子のフリッツ・フンメル(Fritz Hummel: 1828-1905)も肖像画家として知られている。

## 作品

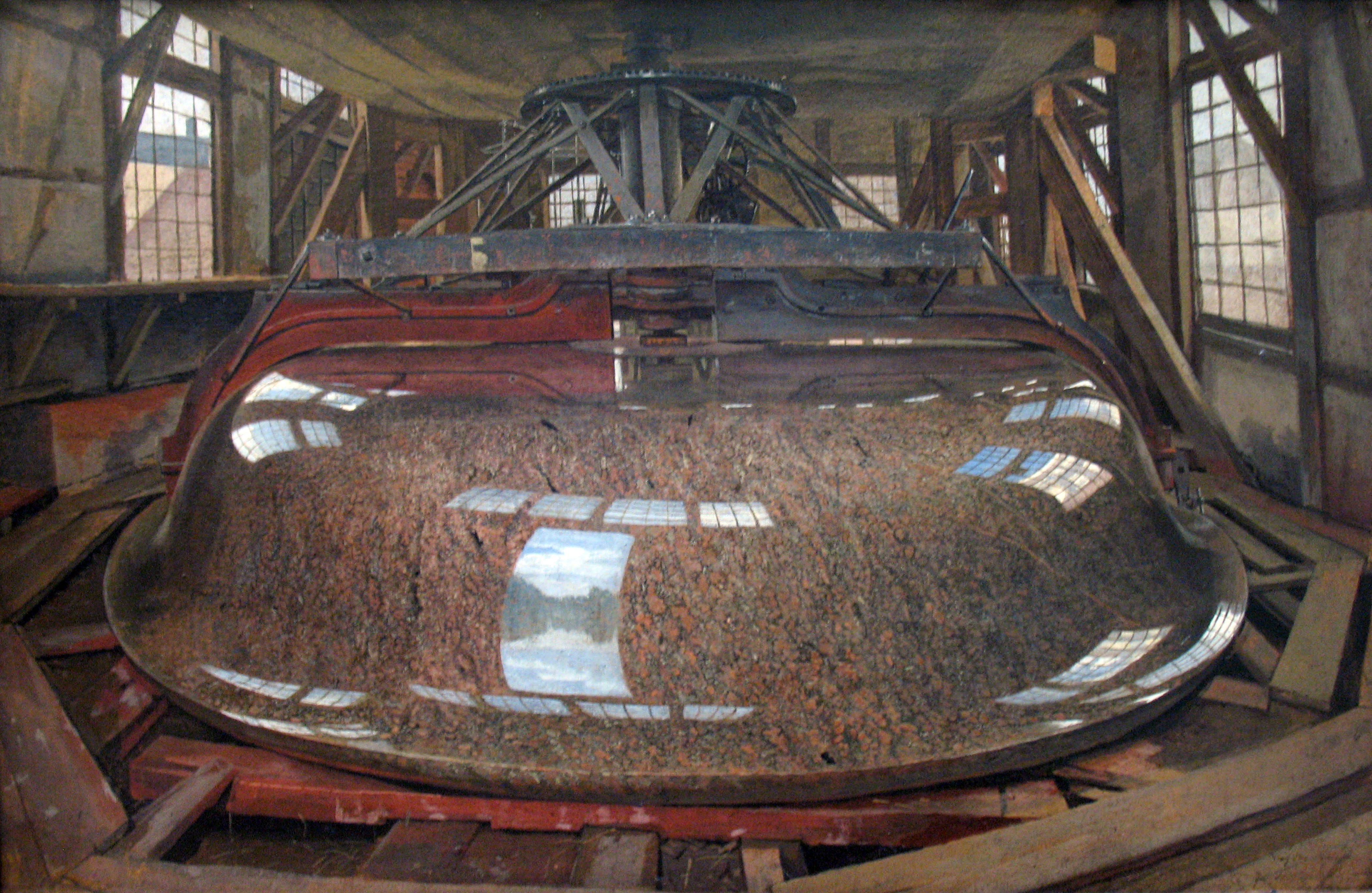
「花崗岩水盤連作」より「研磨」
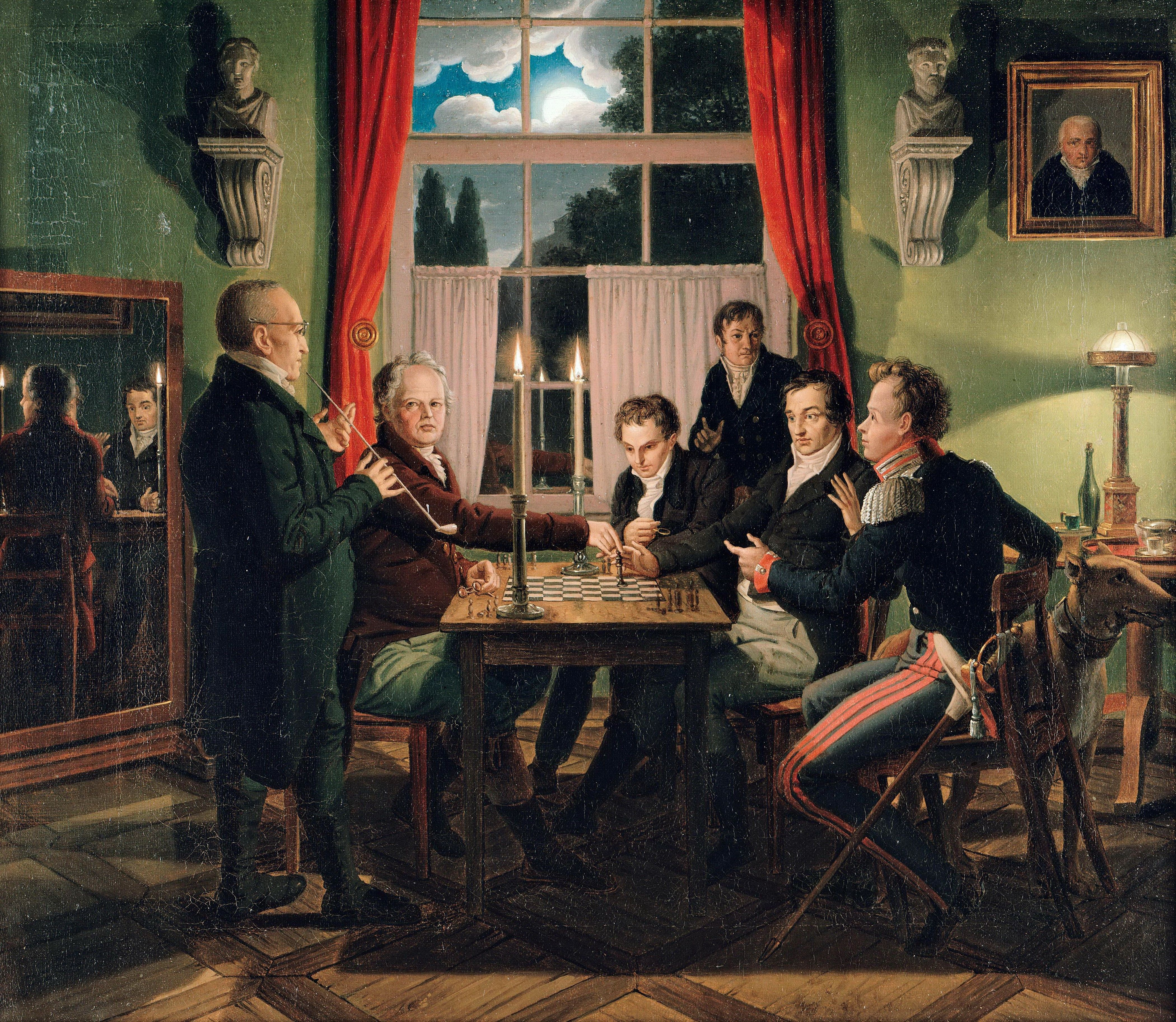
チェスの試合
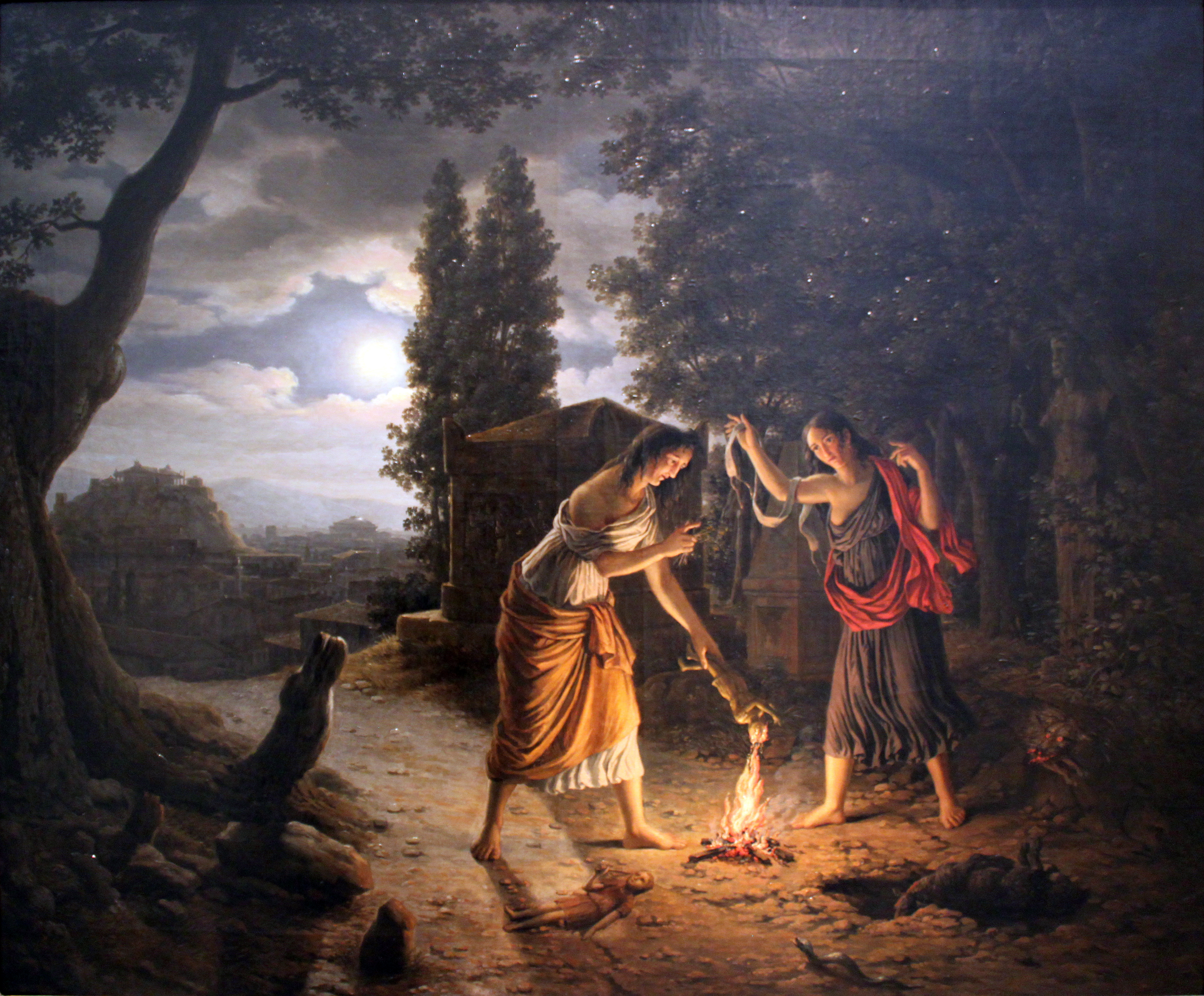
ローマの愛のまじない